# Assassin's Creed: Rebellion
Assassin's Creed: Rebellion es un juego de acción RPG de estrategia gratuito para dispositivos móviles. Sigue a los Asesinos españoles bajo Aguilar de Nerja durante la Inquisición española.
El juego presenta Asesinos notables como Ezio Auditore da Firenze, Shao Jun, Maria, Claudia Auditore y Niccolò Machiavelli, junto con más de 30 nuevos personajes para desbloquear creados exclusivamente para Rebellion.

## Juego
El juego presenta una sede para la Hermandad donde los Asesinos pueden ser entrenados y se pueden crear nuevos artículos y equipos. A medida que el jugador sube de nivel su hermandad, salas adicionales y otro contenido están disponibles, abriendo nuevas opciones de actualización.
El jugador también puede enviar equipos de tres Asesinos en varias misiones de infiltración. Las diferentes habilidades y combinaciones de personajes se adaptan mejor a algunas misiones que a otras. Además, el tipo de misiones completadas tendrá un efecto sobre cómo se desarrollan los Asesinos: las misiones estándar son clave para reunir recursos para mejorar los Asesinos del jugador, mientras que las misiones de Botín ganarán materiales para la elaboración. Los nuevos Asesinos se desbloquean recogiendo sus fragmentos de ADN en misiones de Historia o Legado.

## Desarrollo
La primera confirmación oficial del desarrollo del juego se produjo el 27 de junio de 2017, cuando la página de Facebook recién creada para Assassin's Creed: Rebellion publicó de manera cruzada el avance del juego en YouTube. Esto fue seguido poco después con el lanzamiento de la clave oficial art. No se vieron más actualizaciones de progreso hasta el 30 de agosto de 2017, cuando la página de Facebook anunció que el juego estaba en vivo en Nueva Zelanda.
Incluso mientras el público lo probaba en modo beta abierto, el equipo de desarrollo detrás de Rebellion continuamente proporcionaba actualizaciones de software al juego, lo que permitía probar nuevas funciones y eliminar posibles errores en tiempo real. El primer parche, la Actualización 1.2.0, se lanzó el 26 de septiembre de 2017. Presentaba recompensas diarias de inicio de sesión gratuitas, objetivos diarios y el retorno de los logros. A diferencia de las entregas anteriores, estos logros son escalonados, aumentando la dificultad y la rareza de recompensa a medida que uno avanza al siguiente nivel. En lugar de trofeos de PS4 o puntos de Xbox, Rebellion premia al jugador con las dos monedas en el juego de monedas y créditos Helix, y fragmentos de ADN para Claudia Auditore.
La actualización 1.3.1, lanzada el 20 de diciembre de 2017, introdujo el Modo Rush, que permitió a los jugadores cosechar instantáneamente las recompensas de la misión sin tener que esperar la próxima disponibilidad de un miembro del equipo, siempre que el grupo cumpliera o excediera los requisitos de la misión. El personaje base y las estadísticas de equipamiento aumentaron o disminuyeron para que el juego sea una experiencia equilibrada para los jugadores, y las páginas de perfil de personaje se renovaron. En lugar de solo las tres clases de Enforcer, Shadow y Specialist, se dividieron en 9 subcategorías para permitir una mayor especialización de roles, como se describe en la tabla a continuación.
| Sombra     | Especialista | Ejecutor               |
| ---------- | ------------ | ---------------------- |
| Asesinato  | Desarmar     | Área de Efecto (AOE)   |
| Sigilo     | Apoyo        | Daño por segundo (DPS) |
| Navegación | Sanar        | Tanque                 |

La actualización 1.4.0, lanzada el 9 de marzo de 2018, introdujo varias características relacionadas con la velocidad de la misión. La reproducción automática permite que el algoritmo del juego elija qué héroes enviar a una habitación y qué acciones tomar, y Acelerar aumentó la velocidad de animación en dos veces o triplicó la velocidad predeterminada según la preferencia del jugador. Los jugadores ahora pueden actualizar la Selección diaria para "comprar" más fragmentos de ADN o recursos utilizando las monedas del juego, lo que permite una progresión más rápida, así como personalizar su diseño de Cuartel general de asesinos. Además, esta actualización reveló que las fallas volverían en forma de Helix Rift Events.
El primer Helix Event se anunció el 19 de marzo de 2018 y duró del 30 de abril al 6 de mayo de 2018. Titulado Retribución de Horacio, siguió a Horacio de Heredia uniéndose a la Hermandad española y estableció el estándar de cómo operaría Helix Events. Descrito como un gran avance en las experiencias de Animus, Helix Events fueron simulaciones especiales que permitieron mezclar dos conjuntos diferentes de memorias genéticas, los temas de interés de Aguilar y del Evento, que a menudo se encontraban en diferentes períodos de tiempo y lugares que aquellos en el principal Campaña. Por tiempo limitado, los eventos dependían de las fichas Helix Rift para jugar en lugar de la inteligencia regular, y estaban restringidos a jugadores de nivel 7 y superior. La finalización de una misión Helix otorgaría a los jugadores Nodos de datos, que desbloquearían varios niveles de recompensas en función del número total recolectado, con el objetivo final de ganar suficientes fragmentos de ADN de los Héroes exclusivos del evento para reclutarlos. Además, jugar Eventos con ciertos Héroes otorgaría Nodos adicionales, empujando a los jugadores a reclutar Asesinos lo más rápido posible.
La actualización 1.5.0, lanzada el 9 de junio de 2018, renovó la jugabilidad de la sala al agregar nuevos obstáculos como ascensores, tirolinas y cables triples, y mapas individuales expandidos, permitiendo que múltiples rutas lleguen al final. Todas las misiones ahora requerían piezas de Intel y tenían límites de límite diario, lo que obligaba a los jugadores a considerar métodos alternativos para reunir ciertos recursos o fragmentos de ADN. Las condiciones para desbloquear el modo Rush cambiaron de simplemente cumplir con los requisitos de la misión, a jugar una misión regular y ganar 3 estrellas para mantener vivos a los tres asesinos al final de la misión. Por último, esta actualización promovió formalmente el lanzamiento pendiente de un Evento Helix por tiempo limitado que daría a los jugadores ADN y equipo para personajes exclusivos. Para alivio de muchos, los desarrolladores aseguraron a los jugadores que Helix Events probablemente volvería a ocurrir más tarde para aquellos que no tuvieron la oportunidad de ganar todas las recompensas.
La actualización 1.6.1, lanzada el 3 de agosto de 2018, se centró en el contenido del evento Helix Rift. Al igual que con las misiones regulares, los jugadores ahora pueden ganar tres estrellas en misiones Helix, desbloqueando los respectivos modos Rush. El criterio para jugar el Modo Rush con misiones estándar se cambió de todos los Héroes que contribuyen con sus Niveles de Poder a un grupo de equipos, a los tres Héroes que necesitan alcanzar el nivel de Poder individualmente.
La actualización 1.7.0, lanzada el 21 de septiembre de 2018, reveló The Ottoman Connection como el próximo Helix Event e introdujo las características Animus Challenges y Animus Boosts en el menú Helix Events. Por tiempo limitado a un par de días, Animus Challenges era un conjunto de tareas opcionales en constante cambio para completar que, una vez completado, recompensaría a los jugadores con créditos Helix y fragmentos de DNA Cube. Animus Boosts fueron beneficios que se aplicaron a diversas actividades de la sede en ciertos días de la semana, y solo entre las 10-11 y las 4-5 de la tarde. En orden cronológico, los bonos son:
- Lunes: + 25% de recompensas del Codex de misiones estándar
- Martes: + 25% de recompensas de material de fabricación de misiones de botín
- Miércoles: + 25% de XP de todo el Codex
- Jueves: 25% de descuento en el costo de la moneda de fabricación

El 11 de octubre de 2018, se anunció que la versión beta abierta estaba en sus etapas finales y que los jugadores podían preinscribirse para el lanzamiento completo del juego el 21 de noviembre de 2018 para obtener recompensas exclusivas. Del 21 al 30 de noviembre, inclusive, cualquier jugador que se haya prerregistrado para acceso anticipado podría reclamar sus recompensas, que se basaron en el número total de usuarios registrados. Cualquier nivel de recompensa anterior se agregaría a su cuenta a medida que se desbloqueaba:
- 300 créditos Helix (500,000 jugadores)
- 10 fichas de cubo de ADN y el Xiphos ritualista (1,000,000 jugadores)
- 10,000 monedas, 20 fichas de cubo de ADN y la lanza Myrmidon (2,000,000 jugadores)
- Los jugadores podrían agregar

Para el 7 de noviembre de 2018, los dos millones de usuarios necesarios se habían registrado para desbloquear el tercer nivel de recompensa, y para el 16 de noviembre, todas las recompensas habían sido desbloqueadas. Para los jugadores que ya habían descargado el juego, evitando así la necesidad de registrarse previamente, los desarrolladores aseguraron que solo necesitarían jugar el juego en cualquier momento entre las fechas antes mencionadas para reclamar las recompensas.
Fue durante este tiempo que se reveló la suscripción a Animus Premium Access. Por la tarifa mensual de $ 9 USD, o el equivalente en la moneda regional, los jugadores podrían avanzar en la progresión de su juego al ganar un aumento del 20% en las recompensas de inicio de sesión diario y objetivo diario, tasa de regeneración 20% más rápida de tokens de falla y temporizadores 20% más rápidos en todas las habitaciones de la sede. Como parte de una promoción que celebra el lanzamiento reciente de Assassin's Creed: Odyssey, Alexios y Kassandra se agregaron a la lista de Héroes.

## Apariciones

### Personajes
- Aguilar de Nerha
- Aleksei Zima (primera aparición)
- Alexios
- Alonso Pinto (primera aparición)
- Altaïr Ibn-La'Ahad
- Álvaro de Espinosa (primera aparición)
- Andrea Cortés (primera aparición)
- Angela Carillo (primera aparición)
- Baltasar de León (primera aparición)
- Bartolomé Ortiz (primera aparición)
- Bayek de Siwa
- Beatriz de Navarrete (primera aparición)
- Bonacolto Contarini (primera aparición)
- Bordingas (primera aparición)
- Cadavid (primera aparición)
- Chacon (primera aparición)
- Claudia Auditore da Firenze
- Constanza Ramos (primera aparición)
- Corvo Antonelli (primera aparición)
- del Salto (primera aparición)
- Diego de Alvarado (primera aparición)
- Domingo de la Torre (primera aparición)
- Duran (primera aparición)
- Ezio Auditore da Firenze
- Faris al-Saffar (primera aparición)
- Fernando II de Aragón (solo mencionado)
- Flora de la Cruz (primera aparición)
- Garza (primera aparición)
- Gaspar Donozo (primera aparición)
- Georgios Cardoso (primera aparición)
- Gershon Deloya (primera aparición)
- Girolamo da Lucca (primera aparición)
- Gustavo Ramírez (primera aparición)
- Hamid al-Jasur (primera aparición)
- Horacio de Heredia (primera aparición)
- Iñigo Montañés (primera aparición)
- Isabel I de Castilla (solo mencionada)
- Ishak Pasha (primera aparición)
- Jaime del Rada (primera aparición)
- Jariya al-Zakiyya (primera aparición)
- Jean Delacroix (primera aparición)
- Jorge Díaz (primera aparición)
- Kassandra
- Kensa
- Lucas Bellini (primera aparición)
- Luciano Cavazza (primera aparición)
- Luis Chico (primera aparición)
- Luisa Gallego (primera aparición)
- Lupo Gallego (primera aparición)
- Magdalena Suárez (primera aparición)
- María
- Maria Thorpe
- Mario Auditore
- Mateo Galan (primera aparición)
- Máximo Barrosa (primera aparición)
- Mayya al-Dabbaj (primera aparición)
- Muhammad XII de Granada
- Murat Bin Husn
- Muza ben Abel Gazan (primera aparición)
- Najma Alayza (primera aparición)
- Nicolás Maquiavelo
- Ojeda
- Ordóñez (primera aparición)
- Pedrosa (primera aparición)
- Perina di Bastian (primera aparición)
- Qasim al-Dani (primera aparición)
- Rodrigo de Mendoza (primera aparición)
- Rosa Gallego (primera aparición)
- Sayyid al-Abbas (primera aparición)
- Shakir al-Zahid (primera aparición)
- Shao Jun
- Tariq al-Nasr (primera aparición)
- Tereysa de Lyaño (primera aparición)
- Tomás de Torquemada
- Ubayd Alayza (primera aparición)
- Ysabel Lomelin (primera aparición)
- Yusuf Tazim

### Localizaciones
- Tierra
  -  Grecia
    - Argólida
    - Arkadia
    - Attika
    - Beocia
    - Korinthia
    - Megaris

  -  España
    - Aragón
    - Ávila
    - Castilla
    - Cazorla
    - Madrid
    - Murcia
    - Salamancia
    - Zaragoza
    - Segovia
    - Toledo
    - Valencia

### Organizaciones y títulos
- Asesinos
  - Hermandad Española de Asesinos
  - Hermandad italiana de asesinos
  - Hermandad otomana de asesinos
- Inquisición española
- Templarios
  - Rito Español de la Orden Templaria
  - Perros del señor

### Especies sabias
- Humano

### Armas y tecnología
- Accesorios
  - Cinturón
  - Botas
  - Bolsa

- Armadura
  - Armadura pesada
  - Armadura ligera
  - Armadura mediana

- Armas
  - Hacha
  - Martillo
  - Navaja escondida
  - Espada grande
  - Arma de asta
  - Cuchilla corta
  - Espada